# Jalan Besar Stadium
Jalan Besar Stadium – stadion piłkarski w dzielnicy Kallang w Singapurze, na którym mecze swoje rozgrywa klub Young Lions. Pojemność obiektu wynosi 6 tysięcy widzów.
Stadion powstał w 1929 roku i aż do 1973 roku był główną areną sportową w kraju. Odbywały się na nim między innymi finałowe mecze krajowego pucharu w piłce nożnej. W 2003 roku stadion przeszedł gruntowną przebudowę.

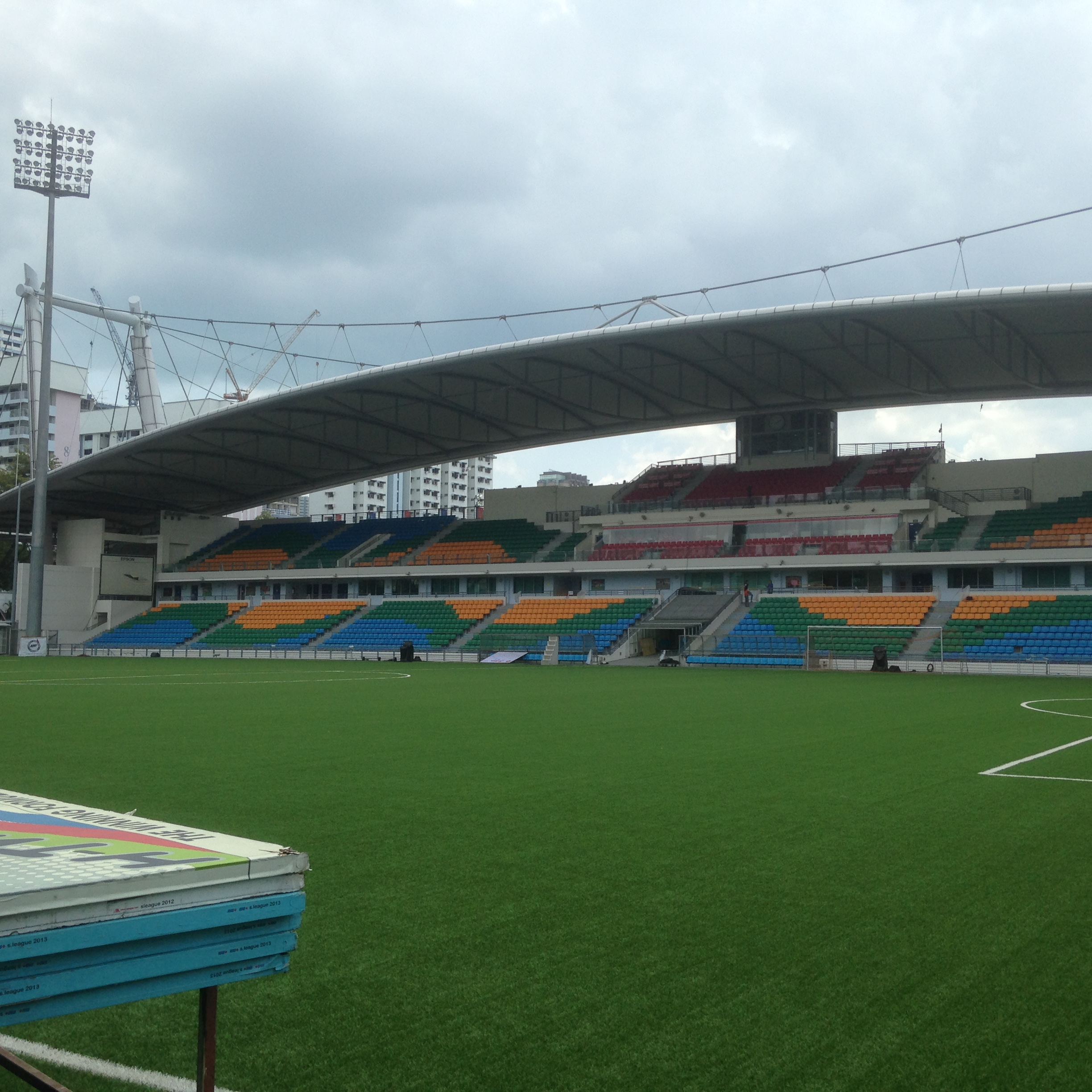

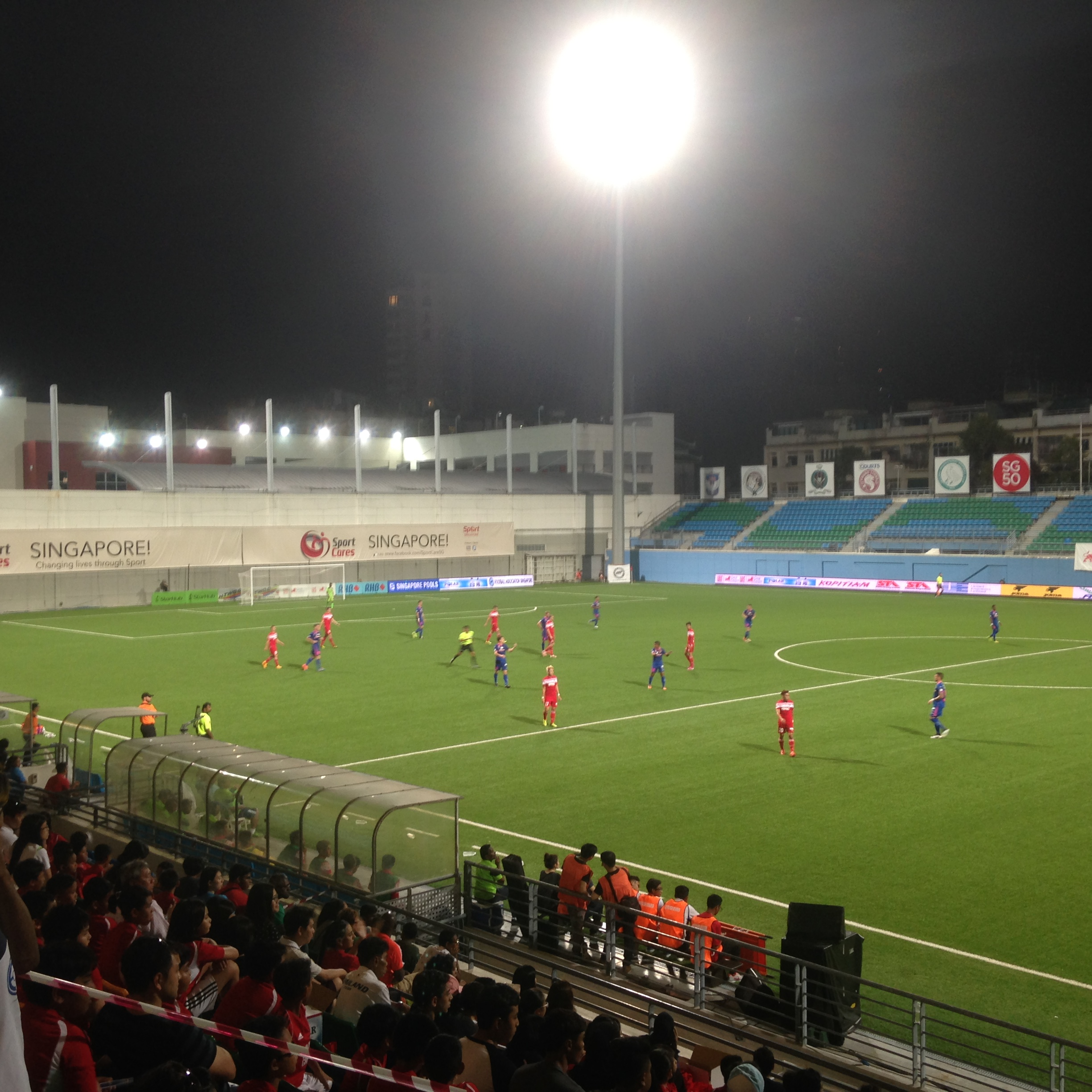